# Oziorni (Sverdlovsk)
|  | Per a altres significats, vegeu «Oziorni». |

Oziorni (en rus: Озёрный) és un poble (un possiólok) de l'óblast de Sverdlovsk, a Rússia, segons el cens del 2010 tenia 896 habitants.